# Peucetia margaritata
Peucetia margaritata är en spindelart som beskrevs av Henry Roughton Hogg 1914. Peucetia margaritata ingår i släktet Peucetia och familjen lospindlar. Inga underarter finns listade i Catalogue of Life.